# Крочи ди Каленцано (Фиренца)
Крочи ди Каленцано је насеље у Италији у округу Фиренца, региону Тоскана.
Према процени из 2011. у насељу је живело 319 становника. Насеље се налази на надморској висини од 427 м.